# ویلیام اسپراگ سوم
ویلیام اسپراگ سوم (به انگلیسی: William Sprague III) سناتور سابق عضو حزب ویگ بود. وی در سال ۱۸۴۲ تا ۱۸۴۴ میلادی سناتور ایالت رود آیلند در سنای ایالات متحده آمریکا بود.